# The Challenge Accepted
The Challenge Accepted er en amerikansk stumfilm fra 1918 af Edwin L. Hollywood.

## Medvirkende
- Zena Keefe som Sally Haston
- Charles Eldridge som John Haston
- Russell Simpson som Zeke Sawyer
- Chester Barnett som Steve Carey
- Joel Day som Tom Carey